# Aname maculata
Aname maculata is een spinnensoort uit de familie Anamidae. 
Aname maculata werd in 1918 beschreven door Rainbow & Pulleine.